# Porrima
Porrima è la stella γ Virginis (γ Vir / 29 Virginis), la seconda stella più brillante della costellazione della Vergine, dopo la stella Spica (α Virginis). Si trova a circa 38 anni luce di distanza dalla Terra.
Porrima è una stella binaria e fu una delle prime stelle multiple scoperte. Venne osservata e catalogata come stella doppia per la prima volta da padre Jean Richaud, un  missionario gesuita francese mentre svolgeva il suo ministero in India nel 1689. William Herschel misurò il suo angolo di posizione nel 1781, e suo figlio, John Herschel, calcolò la sua orbita nel 1833. 
Fino agli inizi degli anni 90 del novecento era un oggetto facile da osservare, ma la distanza apparente tra le due stelle del sistema binario è andata diminuendo fino al 2007, per poi tornare ad aumentare.

## Osservazione
Si tratta di una stella situata nell'emisfero celeste australe, ma molto in prossimità dell'equatore celeste; ciò comporta che possa essere osservata da tutte le regioni abitate della Terra senza alcuna difficoltà. Essendo di magnitudine 2,7, la si può osservare anche dai piccoli centri urbani senza difficoltà, anche sotto cieli moderatamente inquinati.
Il periodo migliore per la sua osservazione nel cielo serale ricade durante i mesi della primavera boreale, che corrispondono alla stagione autunnale nell'emisfero australe. Il periodo di visibilità rimane indicativamente lo stesso, grazie alla posizione della stella posta a poco più di 1° dall'equatore celeste.

## Caratteristiche fisiche
Porrima è composta da due stelle praticamente identiche nel valore della magnitudine apparente (+3,48 e +3,50), entrambe con una massa una volta e mezzo quella solare. Entrambe sono stelle della sequenza principale di tipo spettrale F0V
 con una temperatura di 7000 K.
La luminosità delle due stelle, prese singolarmente, è 4 volte maggiore di quella solare. Il periodo orbitale del sistema è di 170 anni mentre la separazione media tra le due stelle è di 40 UA, approssimativamente la distanza tra Plutone e il Sole, l'orbita eccentrica porta però le due stelle da distanze comprese fra 5 e 81 U.A.. La magnitudine congiunta del sistema è di +2,74.

## Etimologia
Il nome Porrima deriva dal latino e si riferisce ad una dea della mitologia romana, invocata per la prevenzione e la protezione dei parti dei nascituri.
La stella era conosciuta come Prorsa e Prosa nel II secolo.
In Babilonia era conosciuta come Kakkab Dan-nu, "la Stella dell'eroe", mentre in Cina veniva chiamata Shang Seang, l'"Alto ministro dello Stato".